# Otto Nuschke

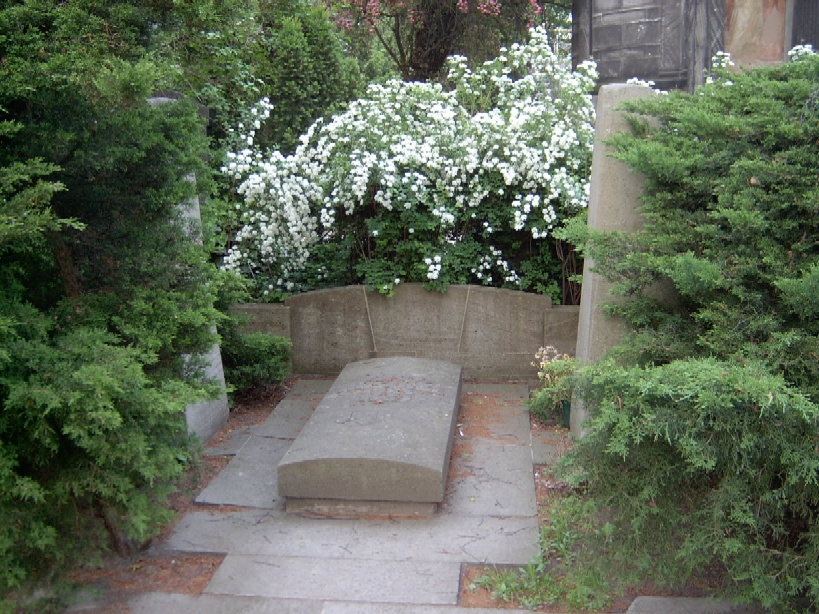
Nuschkes graf

Otto Nuschke (Frohburg, 23 februari 1883 – Berlijn, 27 februari 1957) was een Duits politicus. In 1910 werd hij secretaris-generaal van de Fortschrittliche Volkspartei in Kassel en redacteur van het Berliner Tageblatt. In 1915 werd hij medehoofdredacteur van de Berliner Volkszeitung. In 1919 werd hij als afgevaardigde voor de Deutsche Demokratische Partei (DDP) in de Nationale Vergadering in Weimar gekozen. Van 1921 tot 1933 was hij afgevaardigde van de DDP in de Pruisische Landdag.
Na de machtsovername door Hitler (1933) sloot hij zich aan bij de illegaliteit. Sinds 1944 leefde hij ondergedoken.
In 1945 was Nuschke een van de oprichters van de Christlich-Demokratische Union (CDU) in de Sovjet-bezettingszone. Van 1948 tot 1957 was hij voorzitter van de Oost-Duitse CDU (de CDUD). Van 1949 tot 1957 was hij lid van de Volkskammer (parlement) en plaatsvervangend minister-president.
Tijdens de opstand in Oost-Berlijn van 17 juni 1953 werd de wagen waarin hij reed door een mensenmassa tot stoppen gedwongen en vervolgens naar West-Berlijn gerold. Hier werd hij twee dagen door de politie vastgehouden.
Nuschke werd in 1955 onderscheiden met een eredoctoraat aan de Karl Marx Universiteit van Leipzig.